# 1685 az irodalomban
Az 1685. év az irodalomban.

## Születések
- március 12. – George Berkeley brit empirista filozófus, teológus († 1753)
- június 20. – John Gay angol költő, drámaíró, a Koldusopera szerzője († 1732)

## Halálozások
- február 14. – Sámbár Mátyás teológus, a magyar barokk hitvitázó irodalom képviselője (* 1617)
- április 14. – Thomas Otway angol drámaíró (* 1651)